# 위스타드선
위스타드선(스웨덴어: Ystadbanan)은 스웨덴 말뫼에서 시작하여 위스타드를 잇는 철도 노선이다. 운행 계통은 말뫼 센트랄 역에서 시작하지만, 실제 노선은 로카르프에서 분기된다.

## 역사
위스타드 선은 지역 유지들이 건설하였다. 1860년 위스타드 지역 지주들이 철도 노선을 계획하였다. 스웨덴 정부는 지역 유지들의 돈이 충분하다고 보았기 때문에 철도 건설을 위한 자금을 지원하지 않았다. 1872년 착공하여 1874년 12월에 개통되었다. 코르핏스 베크-프리스(Corfitz Beck-Friis)를 선두로 한 여러 귀족들이 자금을 댔다는 점 때문에 대공선(Grevebanan)이라는 별명이 붙었다. 투자자들의 요구에 맞게 노선이 건설되었기 때문에, 각각 투자자들의 사유지를 역이 지나가도록 설계되었다. 개통 당시 영업 최고 속도는 시속 30km이었고 말뫼-위스타드 간 시간은 3시간 정도였다.
1941년 국유화되었고, 1950년 디젤 동차가 다니기 시작하였다. 1955년 말뫼 베스트라-쇠데르바른 간 말뫼 시내 구간이 콘티넨탈 선과 중복되는 현재의 형태로 이설되었다. 이설된 일부 구간은 1972년까지 사용되었다. 1960년 마지막 증기 기관차가 운행하였다. 1960년대와 1970년대에는 사유지에 설치된 모든 역 등 소규모 역이 폐역되었다. 1974년 위스타드에서 폴란드 시비노우이시치에 방면으로 가는 열차 페리가 개통되었다.
1990년 스코네 지역 통근 열차가 운행하기 시작하였으나, 당시에는 전철화되지 않았기 때문에 Y1 디젤 동차를 사용하였다. 1993년부터 1996년까지 전철화 공사가 진행되어 1996년 6월 8일 X11 전동차가 최초로 운행하였다. 2003년 뤼드스고르드에 새 교행역이 설치되었다. 2009년부터 2011년까지 건설된 시티 터널 공사의 일부로 외레순 선과 위스타드 선간 연결선이 건설되어 회차 없이 코펜하겐이나 시티 터널에서 위스타드로 진행할 수 있게 되었다.

## 운행
스코네 통근 열차가 30분 간격으로 위스타드 방면으로 운행하며, 일부 열차는 외스텔렌 선으로 직통 운행하여 심리스함까지 운행한다. 덴마크 DSB는 코펜하겐에서 위스타드까지 가는 열차와 위스타드에서 보른홀름섬으로 가는 페리를 연계 운행하는 인터시티 보른홀름 서비스를 운영한다. 이 조합은 코펜하겐-보른홀름 간 이동 시간을 2시간가량 단축시켰다. 그린 카고에서는 화물 열차를 이 구간에 화물 열차를 운행한다.